# Гурково (област Добрич)
Вижте пояснителната страница за други значения на Гурково.
Гурково е село в Североизточна България. То се намира в община Балчик, област Добрич.

## География
Гурково се намира на 9 километра североизточно от Балчик.

## История
Легендата разказва, че е създадено от турския конен офицер Скендербег, който получава от султана като лично владение част от мирийските земи на Южна Добруджа след падането на България под османско владичество. По това време тези земи са били покрити с вековни, най-вече брястови, дъбови и букови гори и Скендербег устройва чифлик на една горска поляна. Днес това място се нарича Скендерли.
През вековете около чифлика на Скендербег се създават и други чифлици. В тях се отглеждат големи стада овце и коне, за нуждите на които се разработват пасища, като горите наоколо се изсичат или опожаряват. Отвоюваната по този начин земя се оказва изключително плодородна и подходяща за отглеждане на зърнени култури.
В края на XVII век чифлиците в региона постепенно намаляват и към 1800 година остава само този на Скендербег. Тежката работа около мъчителното снабдяване с вода от 100-метровите кладенци принуждават обитателите му да се изселят на 2 км източно от него, на мястото на днешното село, където кладенците са с 20 – 25 метра по-плитки.
Първите родове, основали селото, са бежанци от Ямболско, Елховско и Еленско, участвали във въстанието по време на Руско-турската война от 1828 – 1829 година. Вярвайки, че най-сетне Дядо Иван идва да ги освободи и с наближаването на руските войски, българите в Странджанско-Сакарския край и Сливенско възстават и отхвърлят турската власт в Източна Тракия. Дружините им участват заедно с руснаците в щурма на редутите при овладяването на Созопол. Руският гарнизон на Созопол раздава 2000 нови пушки изпратени от Одеса на възстаналите българи. След като генерал Дибич Забалкански стига до Одрин и войските му се връщат обратно в Русия, въстаниците прекратяват бунта и тръгват след войската, за да избягат от турско преследване. Стигайки до пределите на Руската империя бунтовниците разбират, че руския царизъм и самодържавие не се различават особено от султанската власт. По това време в Русия все още съществува крепостничеството, което представлява една по-късна форма на владичеството. Недоволни от политическите и природните условия, които намират в Бесарабия, част от българите решават да се върнат в пределите на България. Стигайки до Северна Добруджа, преселниците научават, че в чифлика на Скендербег търсят работници. Изпращат делегация, която да преговаря с управителя на чифлика. За да си осигури така необходимата работна ръка, собственикът се задължава да издейства на бунтовниците опрощение от Високата порта и заминава за Истанбул След като той успява да се сдобие с документ за опрощение /амнистия/ за българите вече няма пречки да се заселят в новия чифлик. Така се появява българското население в този затънтен край на Османската империя. Това трябва да е станало около 1829 – 1830 г.
Веднага в селото се построява църква и през 1830 г. в нея се открива първото българско килийно училище, в което учител е бил даскал Курти. В килийното училище са се обучили около 30 ученика, някои от които са били от Каварна и Балчик. Някъде по това време селото вече се казва Гяуркуюсу – скривалище, бърлога на неверниците. Името достатъчно добре говори за характера на населяващите го и за техния бунтарски, непокорен дух. Както и за причината да се заселят тук. От това време е останал спомен за гурковските хайдути авджи Стоян Унгара, хайдут Курти и хайдут дядо Димо, приели този първичен, но типично български начин да се опълчат срещу турската тирания.
Битът на хората от онова време не се е отличавал от бита на повечето народи, както на Балканите, така и в по-голямата част от Европа. Земята се е обработвала по традиционния за времето начин – с дървени рала, теглени от волове. Тъй като агротехническите мероприятия са били абсолютно непознати, изтощените ниви били изоставяни, а нови обработваеми площи се създавали чрез изсичане на гори. Вследствие на тази неконтролирана и стихийна сеч вековните добруджански гори изчезват. Като спомен за тези гори са останали топонимите от района на Гурково – селата Брястово, Тригорци, Дъбрава. Макар че в селото е имало производство на зърнени храни и са се отглеждали многобройни стада с овце и говеда, търговията е била слабо развита. През периода на турското владичество хората от Гурково са разчитали повече на натуралната размяна, характерна за слаборазвитите в икономическо отношение държави.
Около 1840 г. селото е опожарено на два пъти от черкези. След второто опожаряване българското население се обръща за помощ към Исмаил паша от Ямбол – известен със справедливостта си и като защитник на българското население – когото познават от времето когато са живели в Ямболско. Исмаил паша приема предложението да пази българите от черкезките набези и може би виждайки възможността да използва евтина работна ръка изгражда чифлик до днешното село. През периода 1842 – 45 г. Исмаил паша построява на територията на чифлика парна мелница. Модерното за времето си съоръжение просъществувало до 1877 г., когато започва Руско-турската освободителна война. Може би предусещайки предстоящата загуба на войната от страна на Османската империя, Исмаил паша подпалва мелницата и заминава за Турция. От тези времена е останал и до наши дни Пашовският кладенец, от който са черпили вода за нуждите на мелницата.
След черкезките набези и опожаряването на старата църква, през 1840 г. е построена нова църква на мястото на старата. През 1855 г. в тази църква се открива ново килийно училище.
През 1880 г. от материалите на изгорялата мелница е построена първата обособена за училище сграда. Училището е разполагало с две класни стаи и първият учител в него е бил даскал Алексей от Свищов.
Малко по-рано, през 1870 г. с усилията на цялото население е построена сегашната църква „Свети Димитър“, като името на светеца и неговия ден по Православния календар / Димитровден – по стар стил отбелязван на 8 ноември, 26 октомври – по нов стил/, стават храмов празник на църквата и ден за всеобщ събор и веселие. Макар и да е изгубил предишната си празничност и пищност, сборът в Гурково продължава да се чества и до днес по стар стил на 8 ноември.
Смята се, че първите родове, заселили някога селото са Разградлийски, Банови, Ялъмови, Кръчмарови, Катранджиеви, Минчеви /Минчооларски/, Миркови, Джилянови, Моралийски, Станкови.
След Освобождението на България през 1878 г. на село Гяуркуюсу е дадено ново име – Генерал Гурково, което от 1900 г. се променя на Гурково.
През 1894 г. Паню Атанасов открива първата бакалия в селото. Същата година жителите на селото създават взаимноспомагателна каса и избират за неин секретар-касиер, считания за най-образован човек в селото Димитър Диков.
Получили най-сетне дългоочакваната национална свобода, българите от Гурково започват да изграждат основите на държавността. Двадесет години след Освобождението в селото се открива читалище. Това става през 1897 г.
Началото на ХХ век започва с природни бедствия и катаклизми, придружени от социално недоволство и хиляди лични трагедии. В селото още се помнят земетресението по северното Черноморие и сушата от 1903 г. Тогава, за да оцелеят, хората са били принудени да ядат троскот. Такава е била съдбата и на хиляди други българи от този край.
Мирните години на създаване на българската държавност и на съзидателен труд са прекратени по един безумен и абсурден начин. На 16 юни 1913 година избухва Втората Балканска /Междусъюзническа/ война. България се оказва във военен конфликт с доскорошните си съюзници Сърбия и Гърция. За Румъния, която отдавна дава индикации за участие в разпределянето на териториите на бившата Османска империя, идва изгоден момент. На 28 юни, в разгара на боевете на българската армия срещу сръбските и гръцките войски, румънски части нахлуват на територията на България и без да срещат никаква съпротива на 10 юли достигат до София. В същото време турски войски преминават граничната линия Мидия – Енос и също навлизат в българска територия. Така, благодарение на безумната политика на българския политически елит, България се оказа във война едновременно с всичките си четири съседи. В резултат на Междусъюзническата война страната ни е сполетяна от тежка национална катастрофа. Освен другите територии България изгубва и Южна Добруджа.
По силата на Букурещкия мирен договор от август 1913 година, България е принудена да отстъпи територия от 7500 квадратни километра с население 300 000 души и градове като Силистра, Тутракан, Добрич, Балчик и Каварна. Още с идването си, румънските власти забраняват дейността на българските политически партии и културно-просветните дружества, в това число и читалищата.
С приемането на Закона за устройството на Нова Добруджа, румънската държава присвоява не само всички български държавни земи, но и собствеността на училищата, църквите, читалищата, банките и отчасти селските мери. Попадайки обаче във враждебна среда и съобразявайки се със започналата Първа световна война, румънските колонисти скоро напускат региона. Дни преди армията на ген. Тошев да освободи Добруджа, румънските власти отвличат от Южна Добруджа 88 000 глави едър рогат добитък, 310 000 дребен добитък и хиляди тонове зърнени храни. Задължението всяко семейство да предаде на румънските власти половината от наличните си говеда застига и жителите на Гурково. В Румъния са откарани 700 говеда, водени от 6 души от селото. Не се завръщат нито хората, нито говедата.
Зверствата на румънската власт придобиват мащабите на регионален геноцид когато заедно с добитъка и пшеницата, в Румъния насила е откарано около 10% от населението на Южна Добруджа. Около 27000 добруджанци – деца, жени и мъже от цивилното местно население – са в пленнически лагери в Румъния и Молдова. 70% от тях умират далеч от Родината, оставайки завинаги в неизвестни общи гробове на чужда земя.
Изброените събития засягат и хората от Гурково – през 1916 г., след прибирането на пшеницата около 70 души от селото са принудени от властите да натоварят каруците си с жито и да отпътуват за пристанището в Черна вода. Вместо да продадат житото и да се върнат по домовете си, както очакват българите, те биват откарани в Молдова, във концлагера Биволи-маре (Биволаре). От тях успяват да се върнат едва 24 души. Останалите загиват – от болести, от глад, от румънски куршум. В памет на избитите в Молдова българи днес е издигната паметна плоча пред Читалището в селото.
Освен избитите в румънските концентрационни лагери Гурково дава и други скъпи и свидни жертви – загиналите в Балканската война – Паню Стоянов, Христаки Радев, Иван Христов, Димитър Стоянов, Марчо Димитров, Димитър Карачивийски, Съби Николов и други.
След кратката свобода, извоювана от армията на ген. Тошев, Гурково отново попада под румънска власт, този път за почти 24 години. През 1921 г. е затворено българското училище, в което преподават учителите Райна Калчева и Димитър Джилянов. Въпреки че читалищната дейност – библиотека и театрален състав – присъстват плахо в културния живот на селото, те също биват забранени от румънските власти{{.
П}}рез 1922 г. е проведена акция за изземване на оръжието от българското население. Конфискувани са дори и ловните пушки, след като в старите лозя на селото над двадесет мъже са жестоко пребити от представители на румънските власти. Сред тях са Марин Радев Моралийски, Тодор Разградлийски, Тодор Минчев, Димитър Марчев, Панчо Радев Моралийски и Тачо Радев Моралийски. Настъпва време, в което българите от Южна Добруджа се борят за физическо и национално оцеляване.
Ужасът от чуждото нашествие и изживения геноцидът трае повече от десетина години. През 1925 г. с помощта на местното население се построява нова училищна сграда в селото. Разбирайки, че обучението на румънски език ще сложи край на българското самосъзнание на младото поколение, родолюбиви българи от селото, начело с бившата учителка баба Райна Калчева, решават да създадат тайно българско училище. От съображения за сигурност, обучението се води единично – в дома на учителката и по домовете на учениците. По данни на Райна Калчева децата учат по българската държавна програма, но без необходимите училищни пособия и библиотека – в дома на баба Райна има само черна дъска. Издръжката се осигурява от родителите на учениците обикновено в натура и по-рядко в пари. Най-активни в поддържането на подвижното училище са Тодор Клечов, Радослав и Панчо Миркови, Станко Добрев, Тодорка Р. Миркова и Йовка Ст. Дачева, които често го укриват от властите. И въпреки преследванията, много родители изпращат децата си да учат при баба Райна. Това са братя Банови, Стоян Николов, Георги Джилянов, Иван Михалев, Атанас Стоянов и други.
Тайното гурковско училище просъществува до освобождението на Добруджа през 1940 г., като през него минават обучение на българско четмо и писмо около 100 деца от селото. За своя патриотичен подвиг Райна Калчева е наградена с орден лично от цар Борис ІІІ.
По време на румънската окупация се правят няколко опита да се създаде стабилно ядро на някоя от Добруджанските революционни организации – били те леви или десни – но сериозно съпротивително движение в селото няма. Появява се идея да се създадат наказателни отряди. Членовете на тези отряди, особено на Вътрешната добруджанска революционна организация се въоръжават с пистолети, предоставени от самата организацията. Идеята е да се разстрелват проявилите се с особена жестокост към българското население представители на румънската власт, по присъди издадени от ВДРО. За Гурково изпълнител на присъдите е определен Георги Джилянов. Тези напълно стихийни планове не се осъществяват и терористични действия срещу румънци не са извършени. Но идеята показва, че хората в Гурково и региона никога не са приемали румънското присъствие – административно и духовно.
По време на румънското владение над Южна Добруджа в Гурково не протичат някакви особени икономически или социално-политически процеси. Обработването на земята се извършва по характерния за времето си начин – с железни плугове и волове, като само някои от по-заможните семейства притежават жетварки. През този период в селото има и 5 – 6 вършачки, закупени от сдружения от по няколко души. Повечето домакинства вършеят житните култури на конски хармани с каменни валяци и дикани. До 1940 година в селото няма трактор. Преминаването на някой трактор от околните чифлици представлявало невероятна атракция за хората от селото.
През посочения период в земеделието съществува угарната система, като една трета или една втора от нивите се оставят за паша на добитъка, като през май и юни се извършва оранта за сеитба през следващата година. В селото е силно развито говедовъдството и овцевъдството – има 1500 говеда, които през пасищния период се събират на селския мегдан – кайряка, който представлява парка около читалищната сграда. От там животните се отправят на паша, съпровождани от двама-трима селски ратаи, на които хората заплащат в натура с пшеница.
Добивите от пшеницата на угарната система са ниски. От един хектар се получават 10 – 12 чувала пшеница, а най-добрите земеделски стопани са достигали до 18 – 20 чувала от хектар. По това време това са мерните единици. Превърнато в съвременни мерни единици добивите са 70 – 80 кг, максимум 100 кг от декар.
По силата на Крайовския мирен договор на 23 септември 1940 г. българската войска влиза в селото. Радостта е неописуема, възторгът – всенароден. Очакваната четвърт век свобода става факт. Много от жителите на селото нямат спомен от времето, когато по тези земи е имало българска държавност. За тези години си спомнят само хората над средна възраст.
Веднага след освобождението на Южна Добруджа започва размяна на българи от Северна Добруджа с румънски колонисти. Така в Гурково пристигат 24 семейства от румънските села Каранасу, Гаргалъклии и Касапкьой, които се заселват в къщите на изселените румънци. Гурково отново става чисто българско село. Българската власт оземлява с държавни земи до 50 дка бедните и безимотни преселници, банките отпускат кредити и стопаните с ентусиазъм започват да работят, купувайки плугове, култиватори и сеялки. Сушата от 1942 г. обаче попарва голяма част от надеждите на хората.
След 1940 г. в селото се обособяват две много имотни семейства – Добри Станкови и Панчо Джилянови. През 1943 г. тези стопани първи купуват по един трактор, с което слагат началото на модерното земеделие в селото.
Пак по това време на мястото на някогашните турски чифлици в Скендерли, израстват два нови чифлика – на Хаджикостови и на Огнянови, преселници от Северна Добруджа. През 1942 г. в землището на Гурково започват да работят тракторите „Болдок“ на едрия земевладелец и търговец Стою Димитров, който се занимава с производството и изкупуването на влакнодайния лен в Южна Добруджа.
През периода 1940 – 44 г. хората от селото остават встрани от политическите процеси и събития, протичащи във вътрешността на страната. Както в цяла Южна Добруджа и в Гурково не е имало нито партизанско движение, за което в селото научават само по слухове, нито членове на комунистическата партия. А какво бихте казали за Кирил Тачев Моралийски, който е един от създателите на много комунистически организации в страната. Отрудени от полската работа, хората от Гурково остават сравнително встрани от партийните борби и пристрастия. За това спомага и липсата на актуална информация – по това време в селото има само два частни радиоапарата на батерии.
Веднага след освобождението на Южна Добруджа в Гурково е създадена първата земеделска кооперация с председател Михаил Тачев Моралийски, в която влизат едва трима члена. На 5 юни 1945 г. се провежда учредително събрание, на което по подобие на съветските колхози, е създадено ТКЗС „Труд“. За председател е избран Михаил Тачев Моралийски, а за счетоводител Атанас Ялъмов. Кооперирането в селото не протича гладко, въпреки че не е оказана сериозна съпротива. Повечето от средните и малоимотните земеделци са особено привързани към земята и животните си и с мъка се разделят с тях.
Въпреки малкото желаещи да влязат в кооперацията, на 3 август 1945 г. ТКЗС „Труд“ започва да функционира. В ТКЗС са внесени 2316 дка земя, 24 вола, 3 коня, 4 плуга, 3 жетварки, 1 сноповързачка и 4 култиватора.
През зимата на 1946 г. ТКЗС закупува първия верижен трактор „СТЗ-НАТИ“, който е докаран от Варненското пристанище от опитния за времето си тракторист Асен Желев.
В началото на петдесетте години на миналия век се започва работа по водоснабдяване и електрифициране на селото. С доброволен безплатен труд са изкопани километри канали за тръбите с питейна вода. По същото време започва и грандиозният проект за създаване на полезащитни пояси в цяла Добруджа. През 1952 г. е открита пощенската станция в селото.
Лошата, от агротехническа гледна точка, 1954 година, слабата организация в ТКЗС и ниската отговорност към общото, довеждат до хаос в стопанството, до разпиляване и унищожаване на селскостопанска продукция. Част от работещите в ТКЗС, несигурни за доходите си, намират нова работа на строящото се шосе Гурково – Македонка (село) – Вранино. Към всички останали проблеми се добавя още един – недостига на работна ръка.
През 1949 г. селото наброява едва 1050 жители. Затова в началото на 1956 г. местното стопанско и партийно ръководство взема решение да бъдат поканени 60 – 70 семейства от Тервелските села, за които се говорело, че се изселват от този регион с преобладаващо турско етническо население. През пролетта на същата година около 70 семейства от Тервелския и Дуловския край се заселват в Гурково. Вследствие на това икономическите показатели на ТКЗС се стабилизират. Повишават се и доходите, което през 1957 г. довежда до преселването на още 20 семейства от Лудогорието. На новозаселените ТКЗС построява къщи на изплащане, тъй като в началото преселниците са живеели в помещения на ТКЗС и в частни квартири.
Прилива на работна ръка и обединението на ТКЗС Гурково с ТКЗС Тригорци дават положителни резултати – стопанските 1957 и 1958 години са много добри. През 1958 г. по примера на Тригорци и малкото ТКЗС Македонка се присъединява към ТКЗС Гурково.
През шестдесетте години в Гурково настъпват редица промени по отношение благоустрояването. През 1961 – 62 г. е построен Младежкият дом, през 1967 – 68 г. е построено новото начално училище, през 1968 г. се открива търговската сграда. Селото е радиофицирано през 1963 г., когато се откриват над 200 радио точки. През 1978 г. са прокарани над 290 телефонни поста.
През седемдесетте години е открито най-голямото находище на коксови въглища в Европа, намиращо се на 1000 – 1500 метра дълбочина под бившето село Македонка. Опитите да се разработи находището не дават резултати.
Селото се развива и процъфтява до 1970 г. когато са създадени Аграрно-промишлените комплекси – АПК. Заедно с екстензивно развиващата се индустрия на България, АПК поглъща голяма част от трудовото население на селото. Търсещи по-добро заплащане в индустриалните предприятия и по-добри условия на живот в градовете, десетки семейства напускат Гурково и се заселват в близките градове Балчик, Добрич и Варна. През последните 20 – 30 години селото постепенно обезлюдява. От две години основното училище в селото е закрито.
През последните няколко години се наблюдава оживление в селото, след като 15 – 20 къщи са изкупени от чужденци. По подобие на другите села от община Балчик и в Гурково започва построяването на нови къщи с цел продажба. През последните три – четири години в селото са възстановени центърът, паркът и стадиона. Реновира се и селската църква „Св. Димитър“
След настъпилите промени в държавното управление през 1989 г. бившето ТКЗС е разформировано и земята е върната на бившите собственици и техните наследници. Сега в землището на Гурково функционират няколко земеделски кооперации и арендатори.
Днес селото наброява около 650 жители.

## Население
Численост на населението според преброяванията през годините:
| \| Година на преброяване \| Численост \| \| --------------------- \| --------- \| \| 1934 \| 733 \| \| 1946 \| 957 \| \| 1956 \| 1230 \| \| 1965 \| 1514 \| \| 1975 \| 1204 \| \| 1985 \| 897 \| \| 1992 \| 772 \| \| 2001 \| 617 \| \| 2011 \| 477 \| \| 2021 \| 391 \| |           |
| Година на преброяване | Численост |
| 1934 | 733       |
| 1946 | 957       |
| 1956 | 1230      |
| 1965 | 1514      |
| 1975 | 1204      |
| 1985 | 897       |
| 1992 | 772       |
| 2001 | 617       |
| 2011 | 477       |
| 2021 | 391       |

### Етнически състав

#### Преброяване на населението през 2011 г.
Численост и дял на етническите групи според преброяването на населението през 2011 г.:
|                     | Численост | Дял (в %) |
| Общо                | 477       | 100.00    |
| Българи             | 313       | 65.61     |
| Турци               | 4         | 0.83      |
| Цигани              | 51        | 10.69     |
| Други               | ?         | ?         |
| Не се самоопределят | ?         | ?         |
| Неотговорили        | 108       | 22.64     |

## Културни и природни забележителности
Една от културните забележителности е църквата „Св. Димитър“, построена в края на 19 в.

### Природа
Представени много редки и застрашени животни и растения – адмирал (пеперуда), прилепи, шипобедрена костенурка, папуняк, бял щъркел, бръмбар носорог, бръмбар рогач(еленов рогач), блатно кокиче, божур и др.
Много билки и лечебни растения също са представени във флората на Гурково – лайка, липа, жълт кантарион, мащерка, мента, маточина, шипка, глухарче, дрян, бъзак, бръшлян и мн.др.

## Редовни събития
Празникът на селото е на 8 ноември, Архангеловден.

## Личности
Тук е роден, живял, творил и погребан българският поет Йордан Кръчмаров.
Художниците Никола Даскалов, Каньо Морянов и Кирил Добрев също са от село Гурково. Георги Джилянов – композитор и драматург също е от Гурково. Селото дава и редица спортисти – Андрей Аспарухов, футболист от „Лудогорец“ Разград и „Добруджа“ Добрич, Николай Тодоров „Кайзера“, футболист от Левски и Националния отбор на България, Марияна Минчева, гребкиня от Националния отбор на България по академично гребане, участник в няколко световни първенства и в Олимпийските игри в Москва, 1980 г. Поети и писатели от Гурково са издали следните книги:
Йордан Кръчмаров – поезия, „Нощен залив“ (1987), „Сол за живите“ (1992), „Риза за Христос“ (1993),
„След XX века“ (1998), „Полюшвана от вятъра мишена“ (2006; 2008)
Марияна Минчева – повест, „Онлайн с@мота“
Кирил Добрев – сборник с рисунки, "Галерия „Импресии“,
Радостин Мирков – краеведска, „Кървавата бразда на Добруджа“,
Георги Джилянов – краеведска, „Духът на равнината“, „Родът Джилянови“

## Други
В района на село Гурково се намира един от най-големите въглищни басейни в Европа – Добруджанският. Находището е от черни въглища, но поради голямата му дълбочина и пластовете вода над въглищата, разработването му е замразено.